# يو إف سي ليلة القتال: ماكغريغور ضد برانداو
يو إف سي ليلة القتال: ماكغريغور ضد برانداو (بالإنجليزية: UFC Fight Night: McGregor vs. Brandão)‏ هو حدث لفنون القتال المختلطة نظمته يو إف سي، أُقيم في 19 يوليو 2014، على 3 أرينا في دبلن، جمهورية أيرلندا.